# MSX

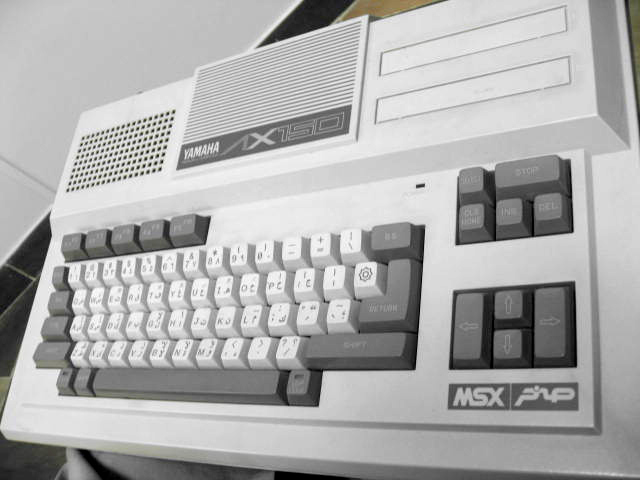
Yamaha MSX AX120

MSX (MSX 1) – standard komputerów 8-bitowych wprowadzony w 1983 roku. Była to pierwsza poważniejsza próba wprowadzenia międzynarodowego standardu na rynku komputerów domowych (mikrokomputerów). „Ojcem” standardu był Kazuhiko Nishi, prezes ASCII Corporation i tokijskiej filii firmy Microsoft. Nazwa MSX pochodzi od ang. Microsoft Extended (według innych źródeł: Machines with Software Exchangeability).

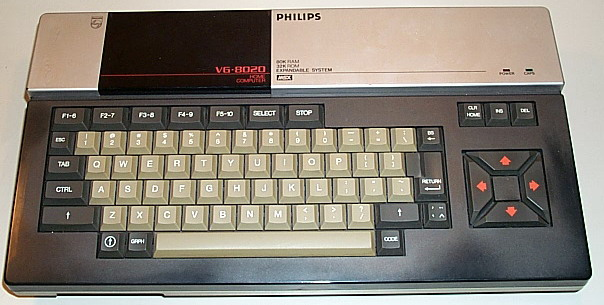
Komputer Philips VG8020. Układ klawiszy kursorów w formie kwadratu był charakterystyczny dla standardu MSX

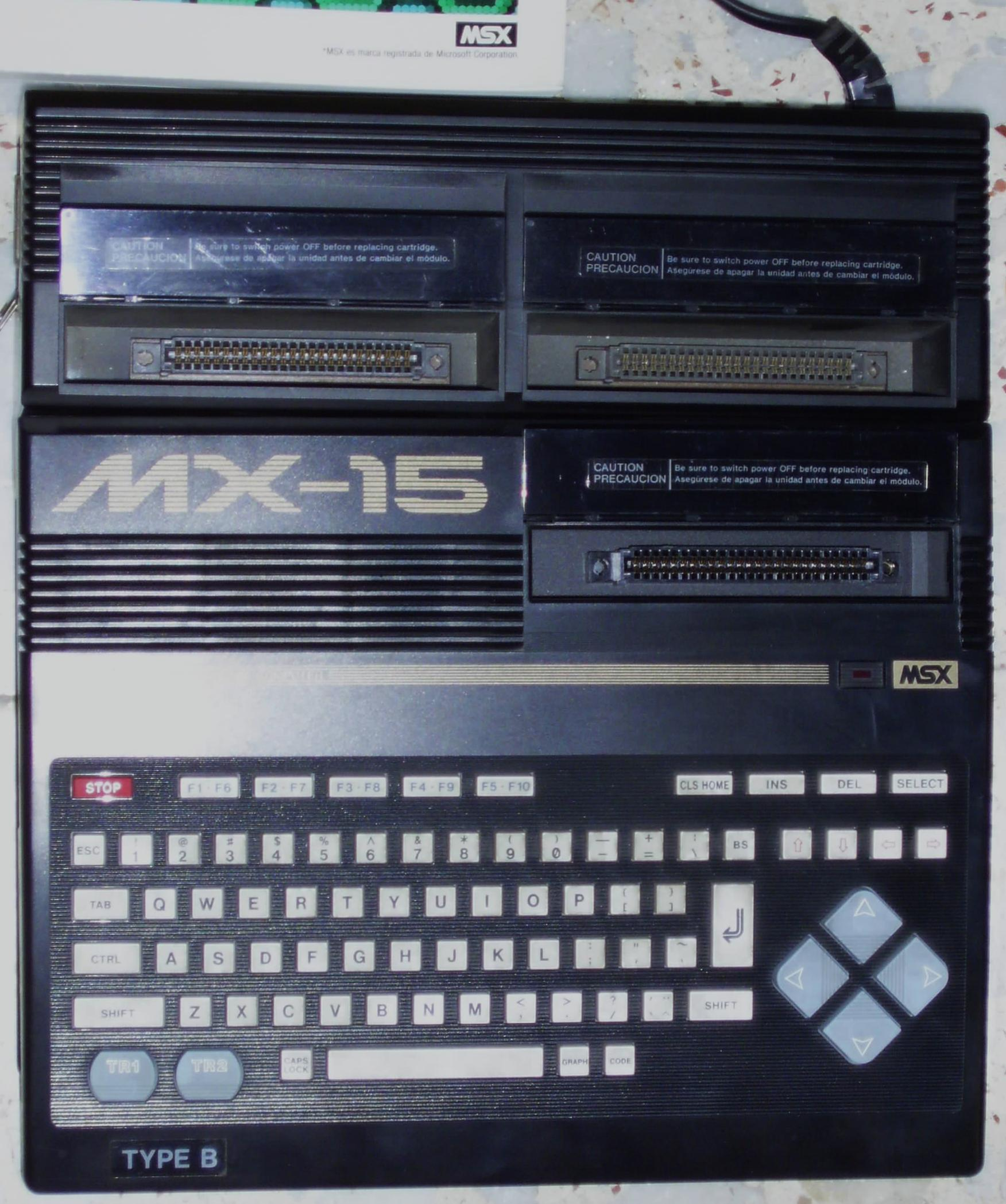
Komputer Casio MX15

Wzorcem dla tego standardu był komputer Spectravideo SV-318 z 1983 roku, wyposażony w interpreter języka Microsoft BASIC (nie był to jednak jeszcze komputer MSX). Opierając się na tym komputerze, Microsoft następnie opracował standard komputerów MSX, wyposażonych w system operacyjny MSX DOS i język programowania MSX BASIC (Microsoft Extended Basic). W konsekwencji kilkanaście firm japońskich i koreańskich zajmujących się produkcją sprzętu elektronicznego audio-video, holenderski Philips i amerykańska Spectravideo, rozpoczęły produkcję komputerów w standardzie MSX o zbliżonych parametrach, mogących korzystać z tego samego oprogramowania i sprzętu peryferyjnego (część z tych firm nie wróciła nigdy potem do produkcji komputerów). Niektóre z tych komputerów, produkowane przez renomowanych wytwórców sprzętu audio, posiadały możliwości współpracy ze sprzętem audio-video.
Standard MSX cieszył się mimo wszystko umiarkowanym powodzeniem, popularny był głównie w Japonii i Ameryce Południowej (Brazylia), w mniejszym stopniu w Europie Zachodniej. Do Polski od 1986 roku, za pośrednictwem Centralnej Składnicy Harcerskiej sprowadzano kompatybilne z MSX komputery Spectravideo SVI-738. W 1985 został wprowadzony ulepszony standard MSX 2, następnie MSX 2+, lecz nie zdobyły one już popularności. Komputery MSX zostały wyparte z rynku wraz ze zmierzchem komputerów 8-bitowych.

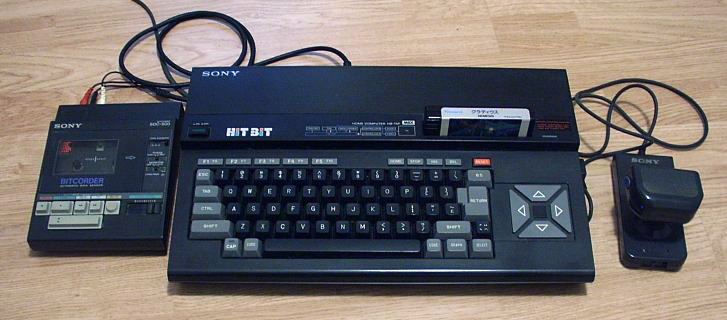
Komputer Sony Hit Bit HB-75P z dołączonym magnetofonem

## Dane techniczne komputerów standardu MSX
- mikroprocesor – Zilog Z80A
- zegar – 3,58 MHz
- procesor wideo – Texas Instruments TMS 9918/A, TMS 9928/A, TMS 9929/A lub kompatybilny
- pamięć RAM – co najmniej 8 kB (większość – 64 kB)
- pamięć obrazu VRAM – 16 kB
- pamięć ROM – 32 kB
- wbudowany język programowania – MSX BASIC V1.0
- tryby tekstowe (liczba znaków x linii): 40 × 24; 32 × 24
- tryb graficzny (liczba pikseli): 256 × 192 (16 kolorów); 32 ruchome obiekty (sprite’y)
- dźwięk – generator akustyczny General Instrument AY-3-8910; 3 kanały, 8 oktaw
- urządzenia wejścia/wyjścia (I/O): – port dla dżojstika (1 lub 2), gniazdo na cartridge, wejście magnetofonu kasetowego, wyjście video RGB, interfejs równoległy Centronics

## Producenci komputerów MSX 1
Japonia: Sony, Sanyo, Mitsubishi, Toshiba, Hitachi, National, Canon, Casio, Pioneer, General, Yamaha, Yashica-Kyocera (ponadto JVC i Panasonic produkowały MSX 2).
Pozostali: Spectravideo (USA), Philips (Holandia), GoldStar, Yeno (Korea), Gradiente (Brazylia)
Niektóre modele:
- Canon V20
- Casio MX15
- Daewoo DPC200 AVT
- Fujitsu FMX
- Goldstar FC200
- Hitachi MBH1
- JVC HC7GB
- Mitsubishi ML8000
- Panasonic CF1300
- Philips VG8020
- Pioneer PX7BK Palcom
- Sanyo MPC64
- Spectravideo SVI738
- Schneider MC810
- Sony Hit Bit HB75P
- Toshiba HX10
- Victor HC6
- Yamaha AX120
- Yeno MX64